# Улица Фридриха Рейнгольда Крейцвальда (Таллин)
Улица Фри́дриха Ре́йнгольда Кре́йцвальда, также улица Кре́йцвальди (эст. Friedrich Reinhold Kreutzwaldi tänav, Kreutzwaldi tänav) — улица в Таллине, столице Эстонии. 

## География
Находится в районе Кесклинн. Проходит через микрорайоны Рауа, Торупилли, Кельдримяэ. Начинается от Нарвского шоссе, пересекается с улицами Рауа, Тина, Фельмана, Гонсиори, Кундера, Тартуским шоссе и заканчивается на перекрёстке с улицей Ластекоду.
Протяжённость — 802 м.

## История
Улица создана в 1913 году. Называлась Романовский проспект. В 1923 году получила своё нынешнее название в честь Фридриха Крейцвальда.
На углу улиц Крейцвальда и Гонсиори находилась фундаментная стена таллинской церкви Святого Павла, строительство которой началось в 1931 году по проекту Эдгара-Йохана Куусика. На её месте в 1970 году под эгидой Совета по экскурсиям и туризму Эстонской ССР была построена высотная гостиница «Кунгла» («Kungla», позднее «Reval Park»). В 2013 году здание было снесено, и началось строительство нового 13-этажного гостинично-развлекательного комплекса по проекту архитектора Меэлиса Пресса. Отель «Hilton Tallinn Park» открылся 1 июня 2016 года. Продолжавшееся около трёх лет строительство обошлось более чем в 45 миллионов евро.
Общественный транспорт по улице не курсировал и не курсирует.

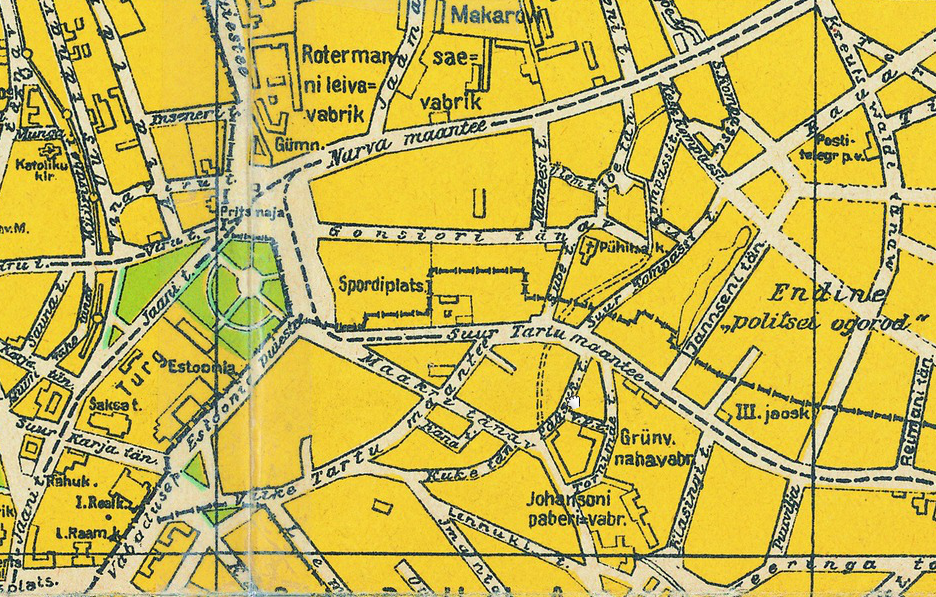
Улица Крейцвальда на карте Таллина 1928 года
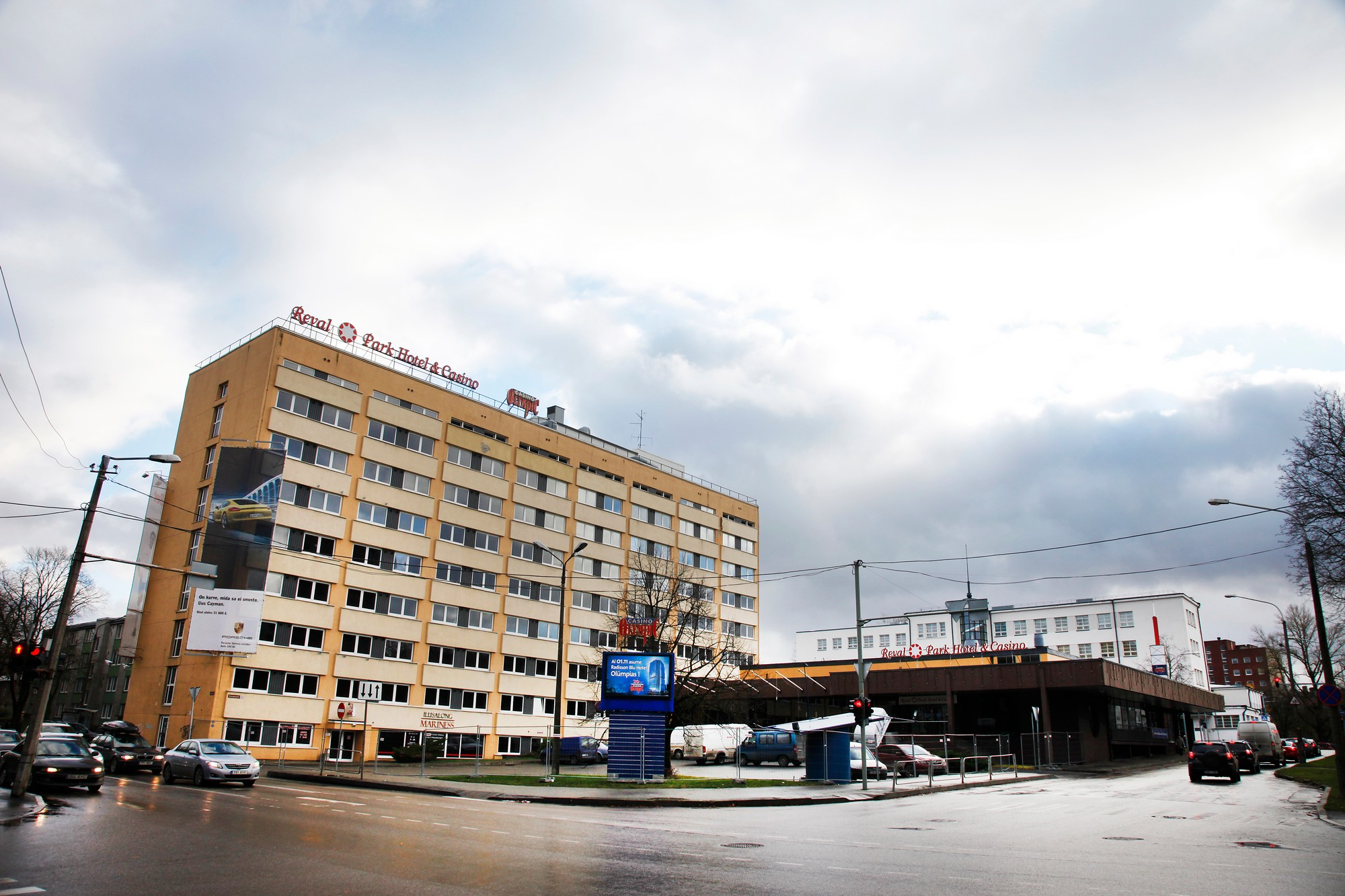
Reval Park Hotel & Casino (бывшая гостиница «Кунгла»), 2013 год
Отель Hilton Tallinn Park на месте гостиницы «Кунгла», 2019 год
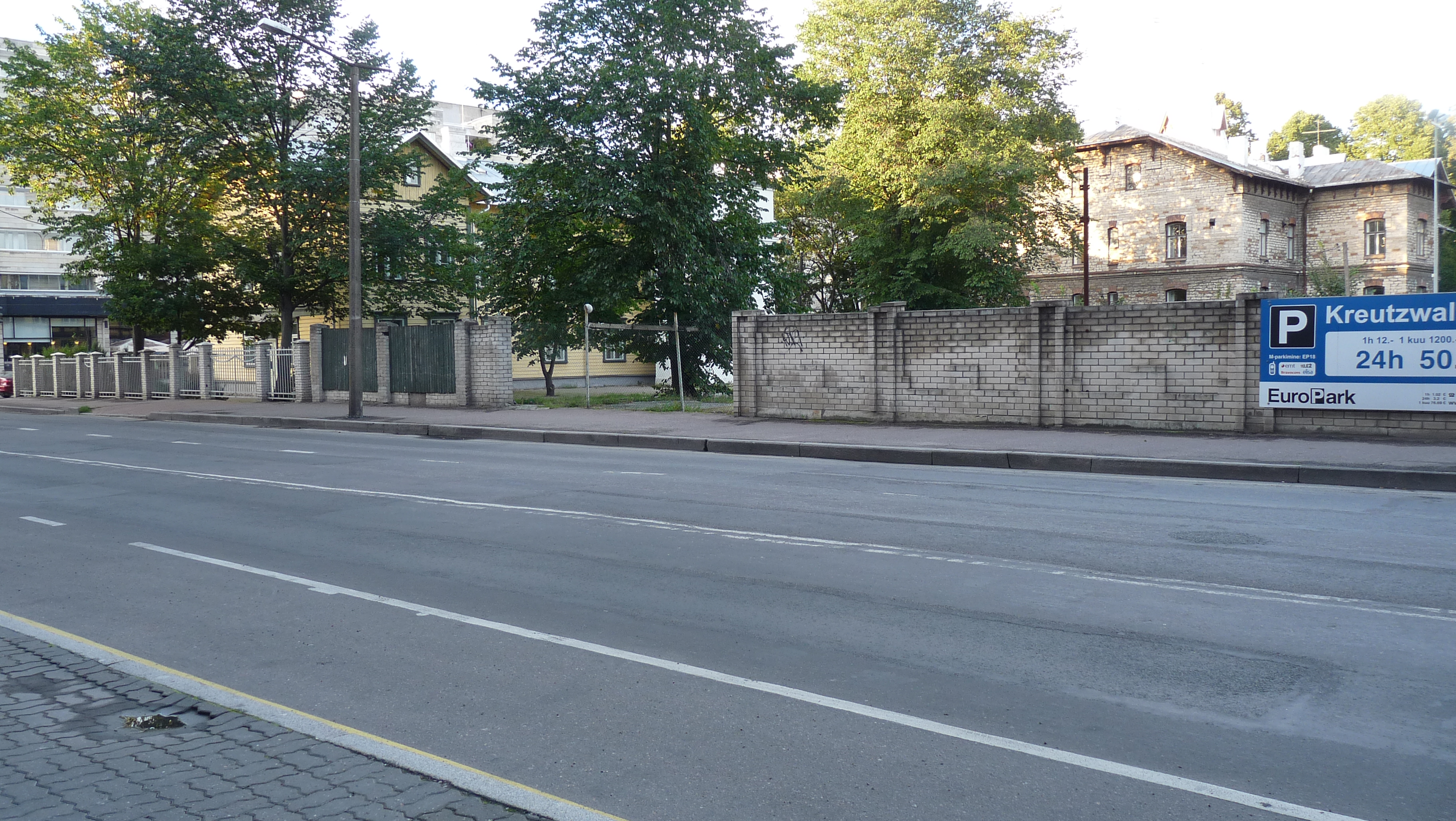
Начало улицы Крейцвальда, 2010 год
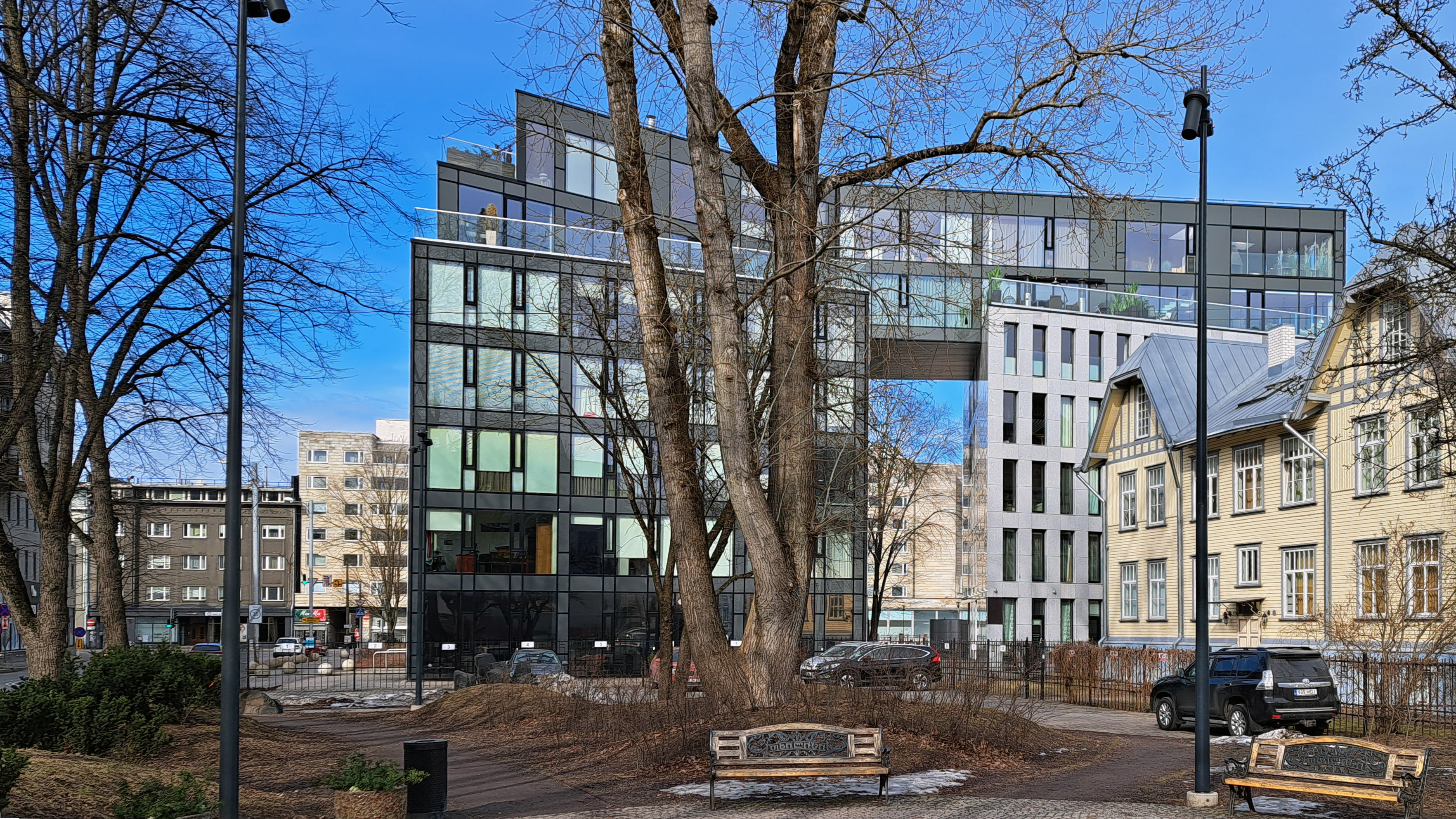
Начало улицы Крейцвальда (дома 3 и 5), 2023 год

## Застройка

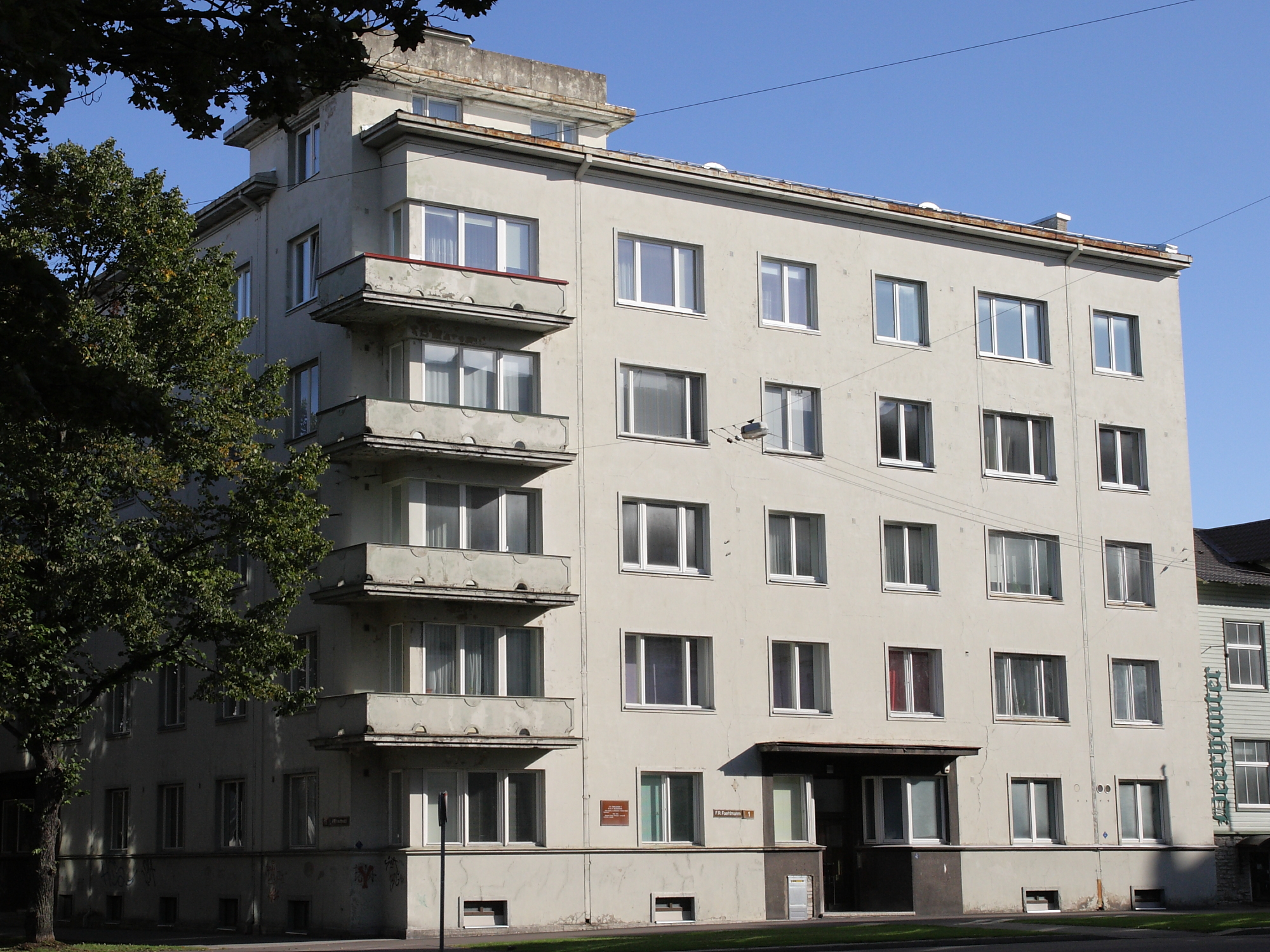
Ул. Крейцвальда 15 / ул. Фельмана 1

Имеет в основном историческую застройку. Многие  расположенные на улице дома внесены в Регистр памятников культуры Эстонии:

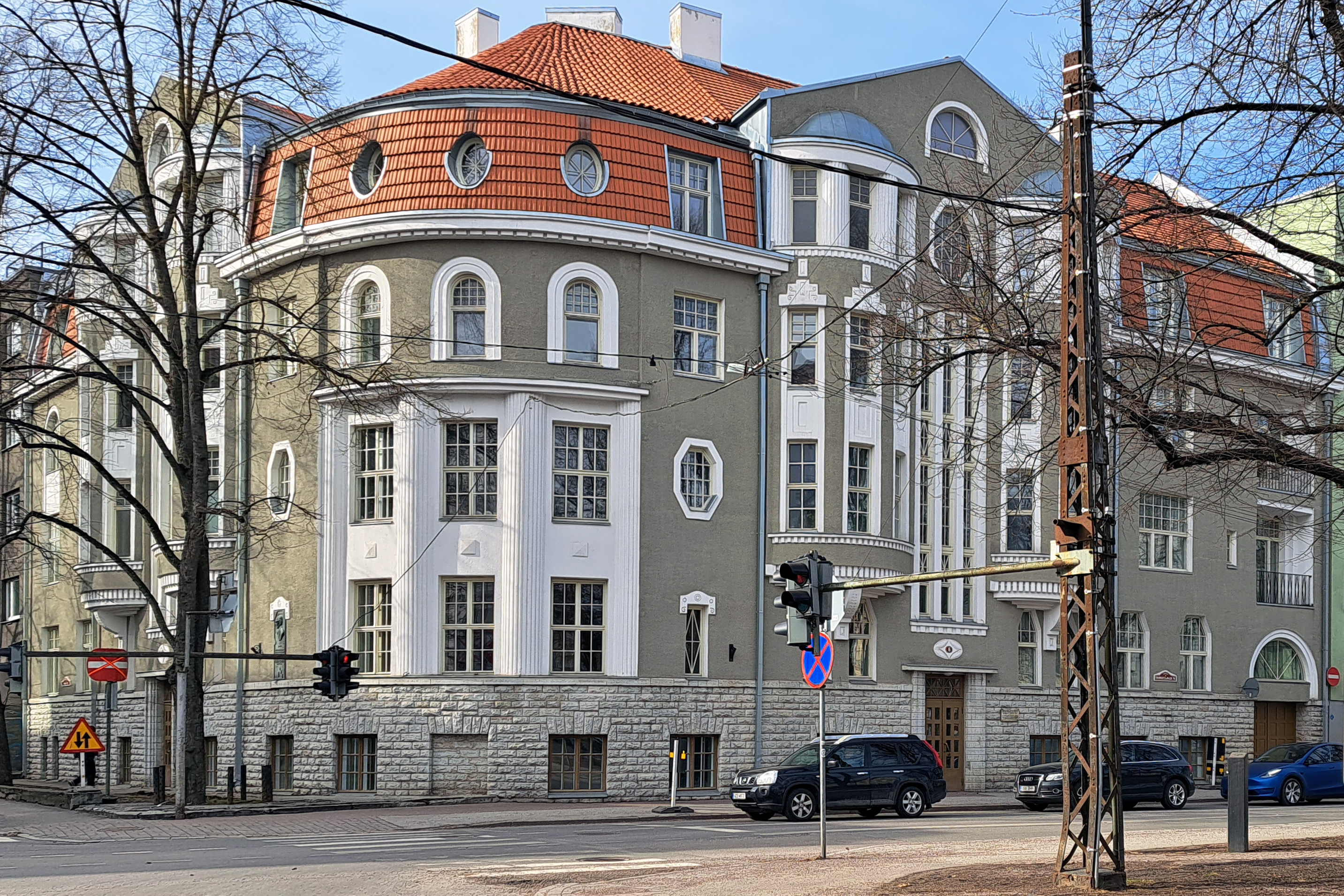
Ул. Крейцвальда 6 / ул. Рауа 39, 2023 год

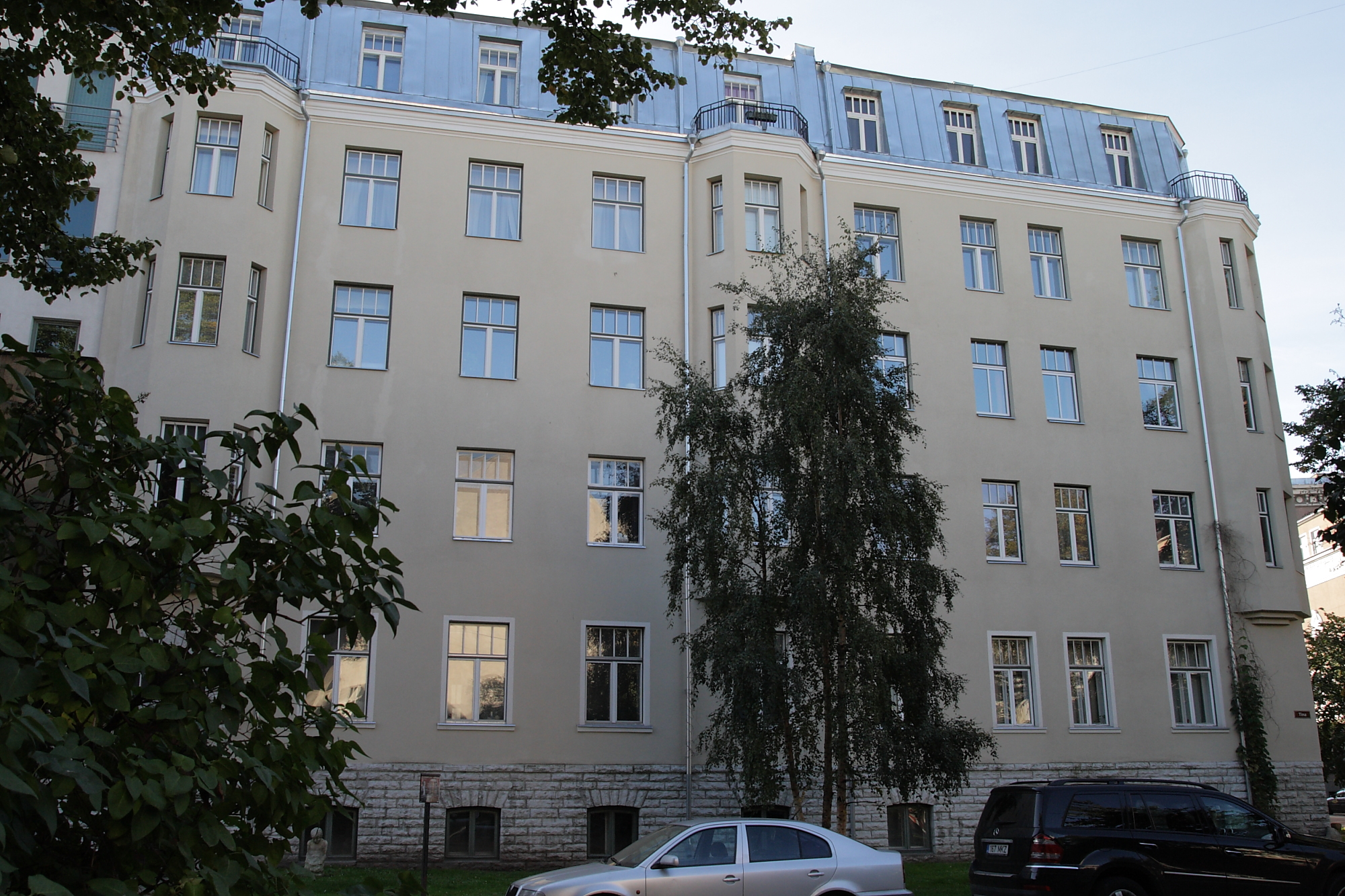
Ул. Крейцвальда 11 / ул. Тина 23

- ул. Крейцвальда, 5

Жилой дом в стиле модерн, построенный в 1911–1912 годах по проекту строительного инженера Эрнст Буштедт (Ernst Boustedt), образец жилого дома начала XX века. Часть так называемого «квартала Коха» (эст. Kochi kvartal);
- ул. Крейцвальда, 5A / ул. Рауа 41–43

Жилой дом в стиле модерн, построенный в 1912 году по проекту инженера М. Арронета, часть квартала Коха;
- ул. Крейцвальда 6 / ул. Рауа 39

Дом построен в 1913 году; образец четырёхэтажного доходного дома, пример работы архитектора Карла Бурмана. Стилистически здание относится к так называемому «петербургскому (нордическому) модерну». В своей угловой части оно имеет высокие лестницы, выступающие из общего объёма, и по обе стороны от них симметричные круглые навесы с куполообразными крышами, поддерживаемые консолями. Фасады украшены полуколоннами и четверть-колоннами с консольными карнизами, лоджиями, оштукатуренными поверхностями разного цвета и окнами разной формы. На каждом этаже дома расположены две 4-комнатные и две 3-комнатные квартиры. На цокольном этаже здания находятся коммерческие помещения;
- ул. Крейцвальда, 9

Хорошо сохранившаяся вилла в стиле романтического модерна, построена в начале XX века. Её авторы — одни из первых в Эстонии профессиональных архитекторов Карл Бурман и Артур Перна;
- ул. Крейцвальда 11 / ул. Тина 23

Здание — жилой дом времен Первой Эстонской Республики. Автор проекта здания — академик А. А. Полещук; строительство завершено в 1924 году. Первоначально это был дом товарищества квартирных собственников «Unitas». В 1920–1930 годах в доме жил генерал-майор Яан Соотс, в 1932–1945 годах — эстонская певица Айно Тамм (Aino Tamm, 1864—1945), в 1938–1970 годах — заслуженный артист Эстонской ССР Андрес Сярев.
Четырёхэтажное каменное здание в стиле классицизма с подвалом и мансардой. Цоколь дома из известняка, внешние стены оштукатурены и окрашены, крыша — жестяная. Декоративные элементы — изогнутые рамы из известняка над входными дверями. В доме деревянные окна с уникальным разделением рам;
- ул. Крейцвальда, 12

Доходный дом инженера Конрада Мауритца, построенный в 1912 году. Архитектор Карл Бурман-старший. В 1920-х годах дом был продан Телефонной сети Эстонской Республики (EV Telefonivõrk) и с тех пор использовался как офисное здание. Реновирован и перестроен в квартирный дом в 2011 году;
- ул. Крейцвальда 15 / ул. Фельмана 1

Дом относится к архитектурно законченному ансамблю типовых многоквартирных домов, расположенных на углу улиц Фельмана и Крейцвальда и построенных по заказу небольшого товарищества многоквартирных домов «Tare».  Ансамбль в целом, а также большая часть принадлежащих ему отдельных построек спроектирована архитектором Гербертом Йохансоном (1884—1964), поэтому является образцом работы архитектора. В проектировании также участвовал архитектор Эльмар Лохк (1901—1963). Здание — хорошо сохранившийся образец роскошного жилого дома 1930-х годов;
- ул. Крейцвальда 17 / ул. Фельмана 2

Дом относится к ансамблю многоквартирных домов, построенных в одно и то же время на углу улиц Фельмана и Крейцвальда по заказу товарищества многоквартирных домов «Tare». Хорошо сохранившийся образец жилого дома 1920-х годов;
- ул. Крейцвальда 19 / ул. Гонсиори 23А

Дом относится к ансамблю многоквартирных домов аналогичного характера, построенных по заказу товарищества многоквартирных домов «Tare» и спроектированных архитекторами Гербертом Йохансоном и Эльмаром Локом. Хорошо сохранившийся образец многоквартирного жилого дома 1930-х годов;
- ул. Крейцвальда 25

Здание построено в 1933–1935 годах. Стилистически чистое школьное здание в стиле функционализма в Эстонии; пример работы архитектора Герберта Йохансона. В здании работает Таллинская Кесклиннаская Русская гимназия.

Улица Фридриха Рейнгольда Крейцвальда
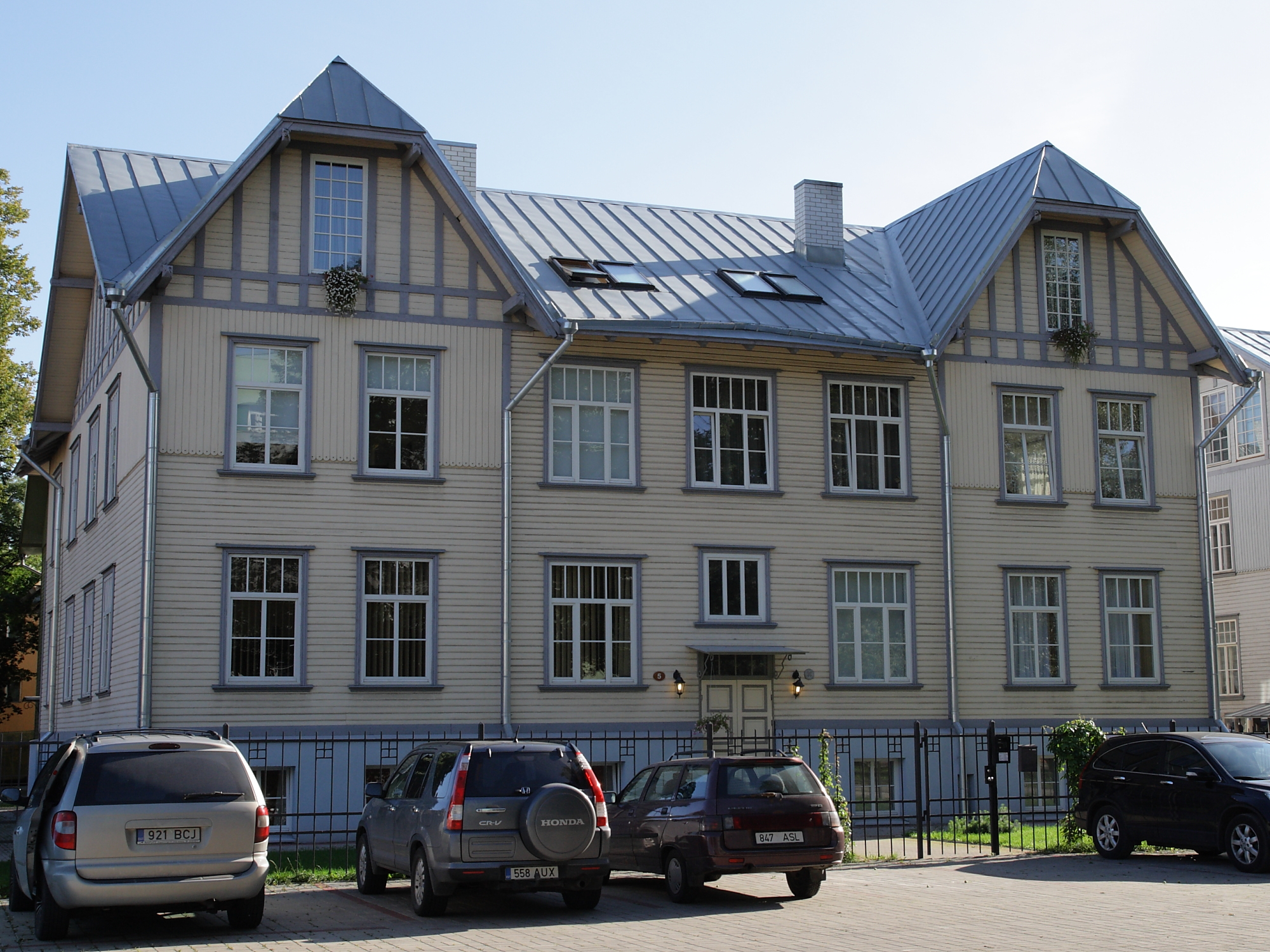
Дом 5
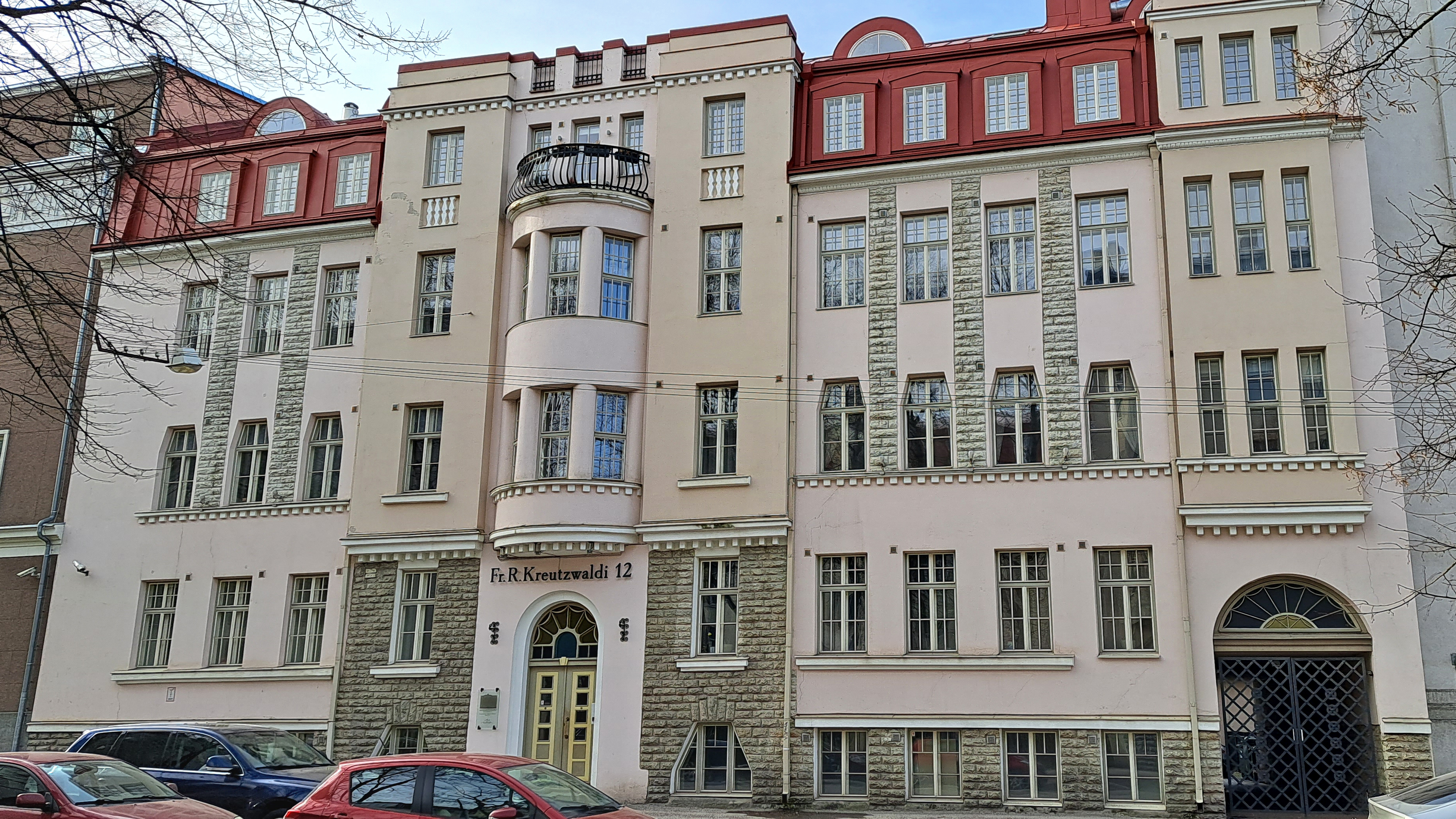
Дом 12
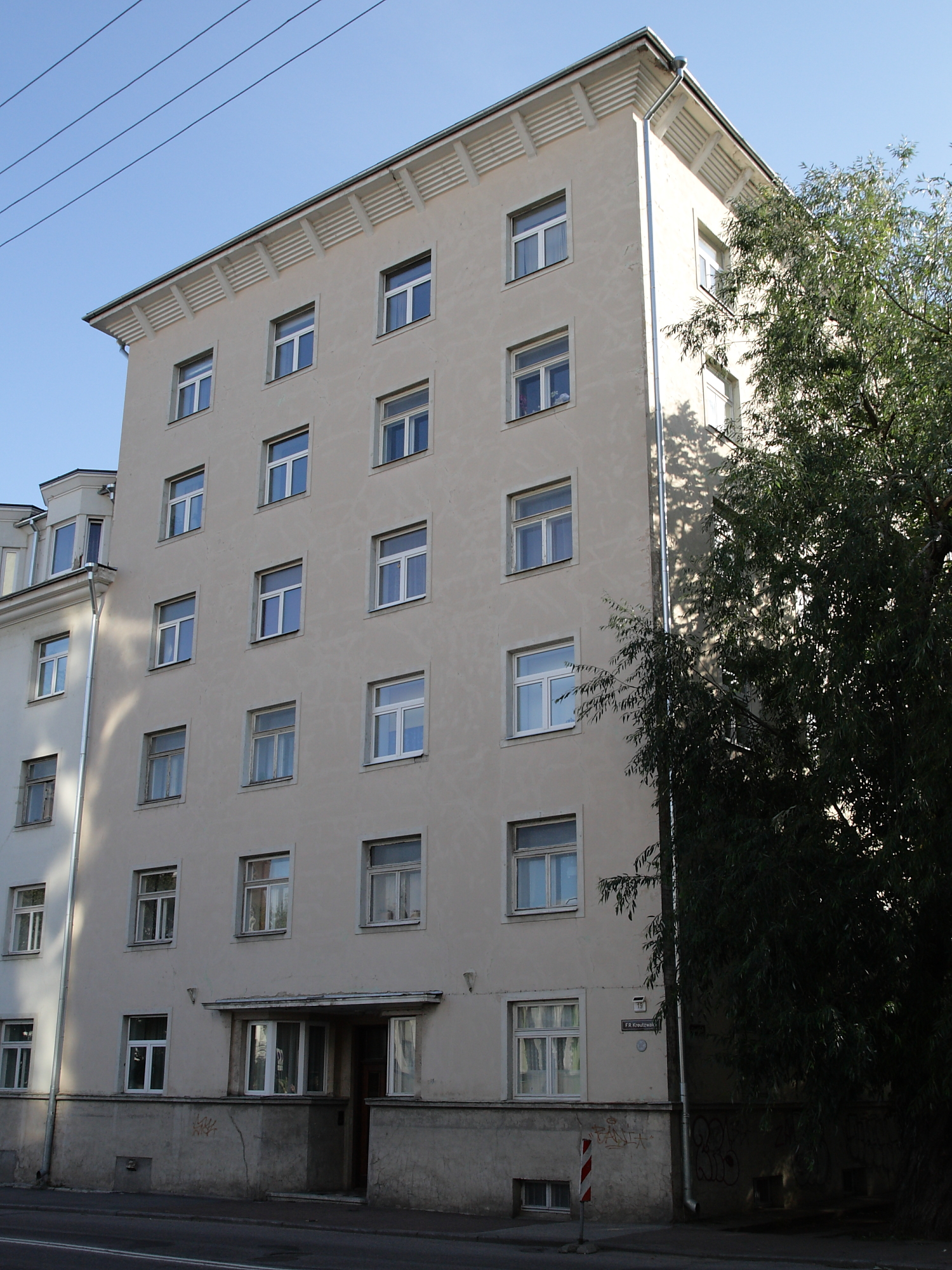
Дом 19
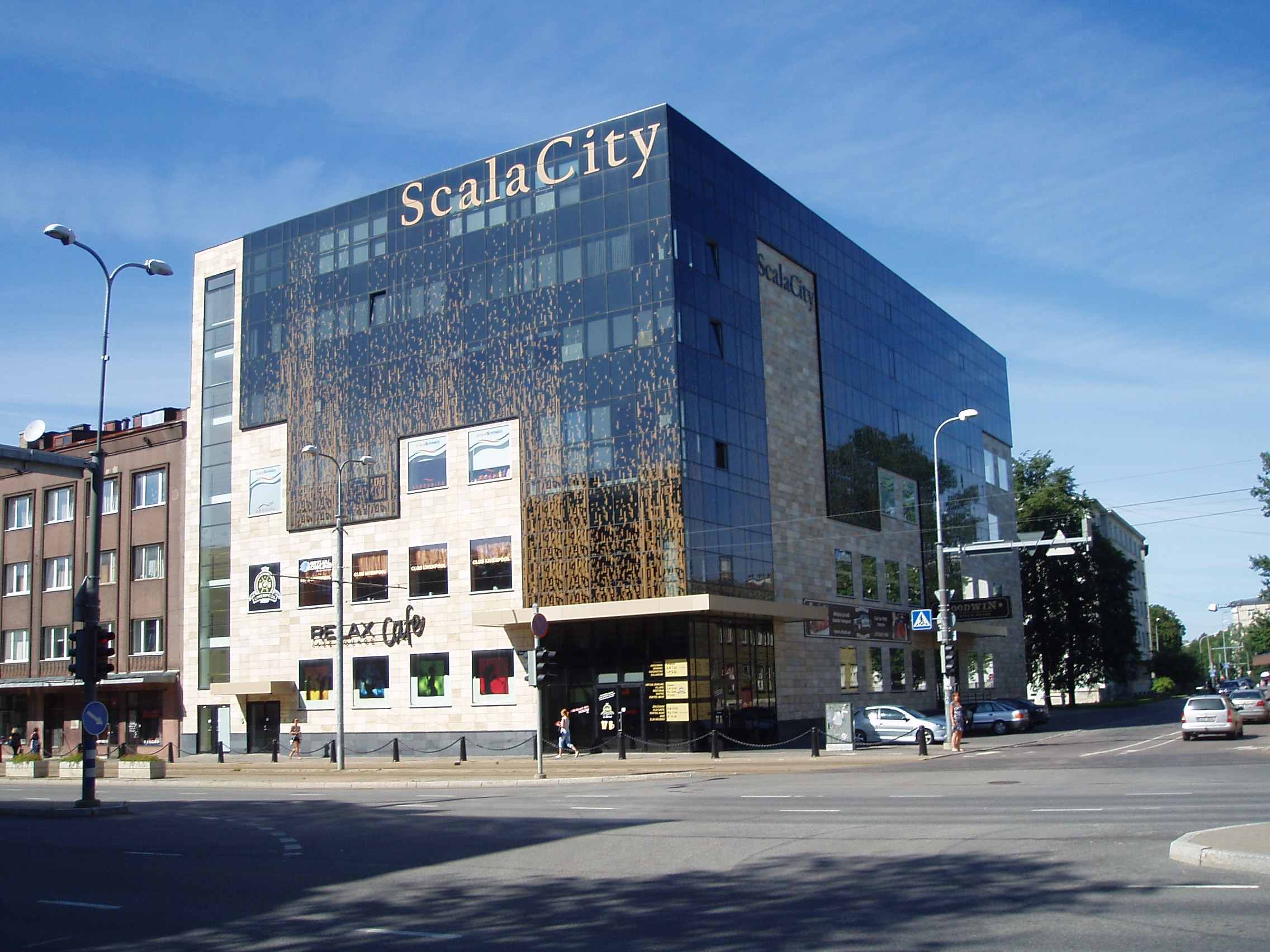
Дом 24 (Scala City)
Дом 25, Таллинская Кесклиннаская Русская гимназия